# 张家敏
张家敏（1959年—），中华人民共和国政治人物、第十一届全国政协委员。聖保羅書院及香港大學校友。
担任利丰发展(中国)有限公司董事。2008年，当选第十一届全国政协委员，代表特邀香港人士，分入第五十三组。

## 事件
2019年6月2日，張家敏在香港電台電視部《城市論壇》中指六四天安門事件死亡人數是二百多人，受到李卓人和呂天忻抨擊。